# Tetracnemus subapterus
Tetracnemus subapterus är en stekelart som först beskrevs av William Harris Ashmead 1900.  Tetracnemus subapterus ingår i släktet Tetracnemus och familjen sköldlussteklar. Inga underarter finns listade i Catalogue of Life.